# Benjamin Ingrosso

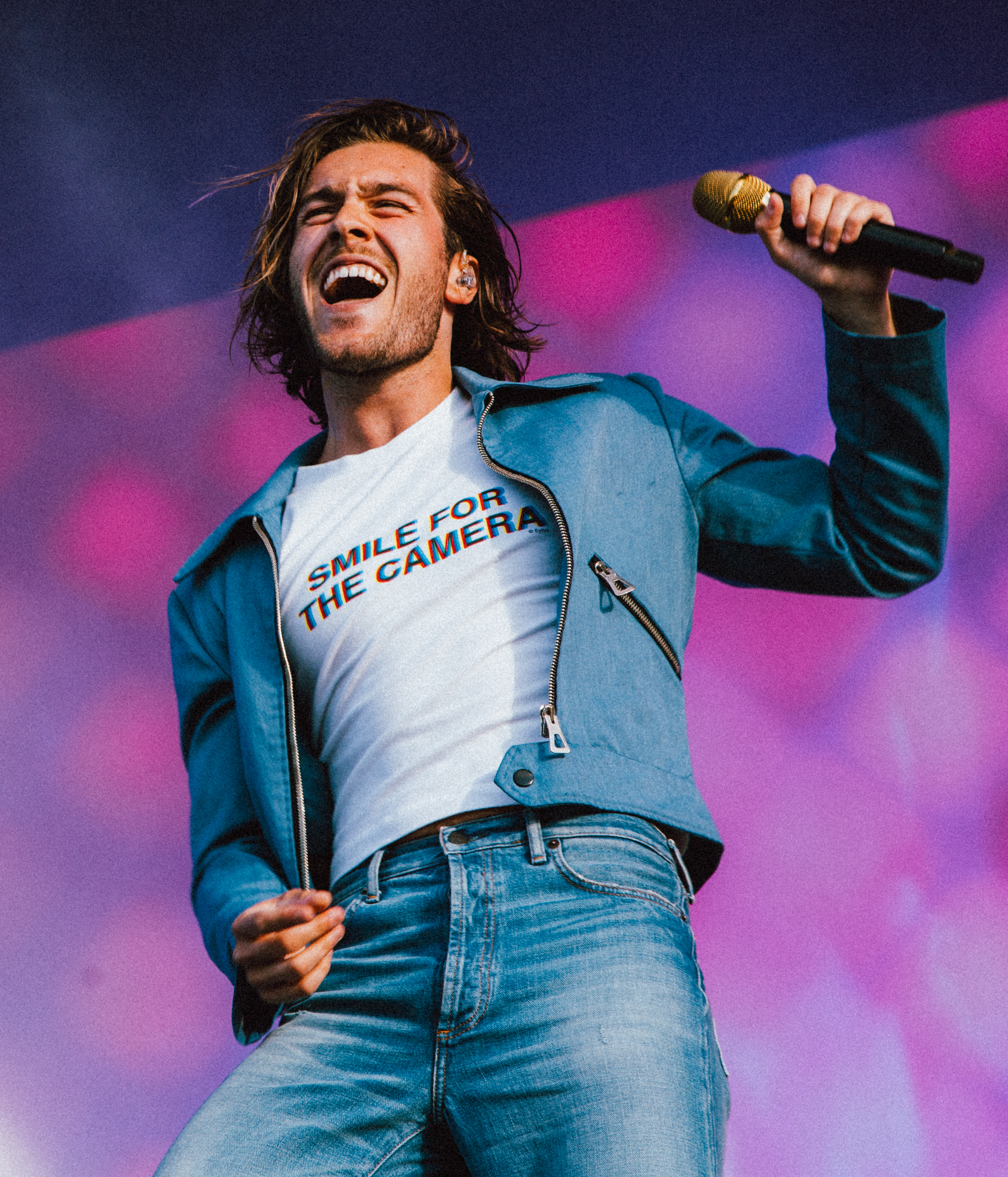
Benjamin Ingrosso (2022)

Benjamin Daniele Wahlgren Ingrosso (* 14. September 1997 in Danderyd) ist ein schwedischer Sänger und Theaterschauspieler. Er vertrat Schweden beim Eurovision Song Contest 2018 mit dem Lied Dance You Off in Lissabon, nachdem er das Finale des Melodifestivalens 2018 am 10. März 2018 gewonnen hatte.

## Leben und Karriere
Im Alter von neun Jahren vertrat Ingrosso mit dem Lied Hej Sofia sein Land beim MGP Nordic 2006. Von 2008 bis 2011 war er in mehreren Musicalproduktionen zu sehen. Ingrosso trat 2014 bei der schwedischen Version von Let’s Dance an und gewann die Show an der Seite seiner Profitänzerin Sigrid Bernson. 2015 veröffentlichte er die Single Fall in Love, die sich in den schwedischen Charts platzieren konnte.
Im Februar 2017 nahm Ingrosso mit dem Lied Good Lovin’ am schwedischen Vorentscheid Melodifestivalen 2017 teil. Er wurde direkt ins Finale gewählt, nachdem er das zweite Halbfinale für sich entschieden hatte. Im Finale erreichte er den fünften Platz. Die Single erreichte in den schwedischen Charts Platz zehn und Goldstatus. Im selben Jahr veröffentlichte er noch die Singles Do You Think About Me und One More Time.

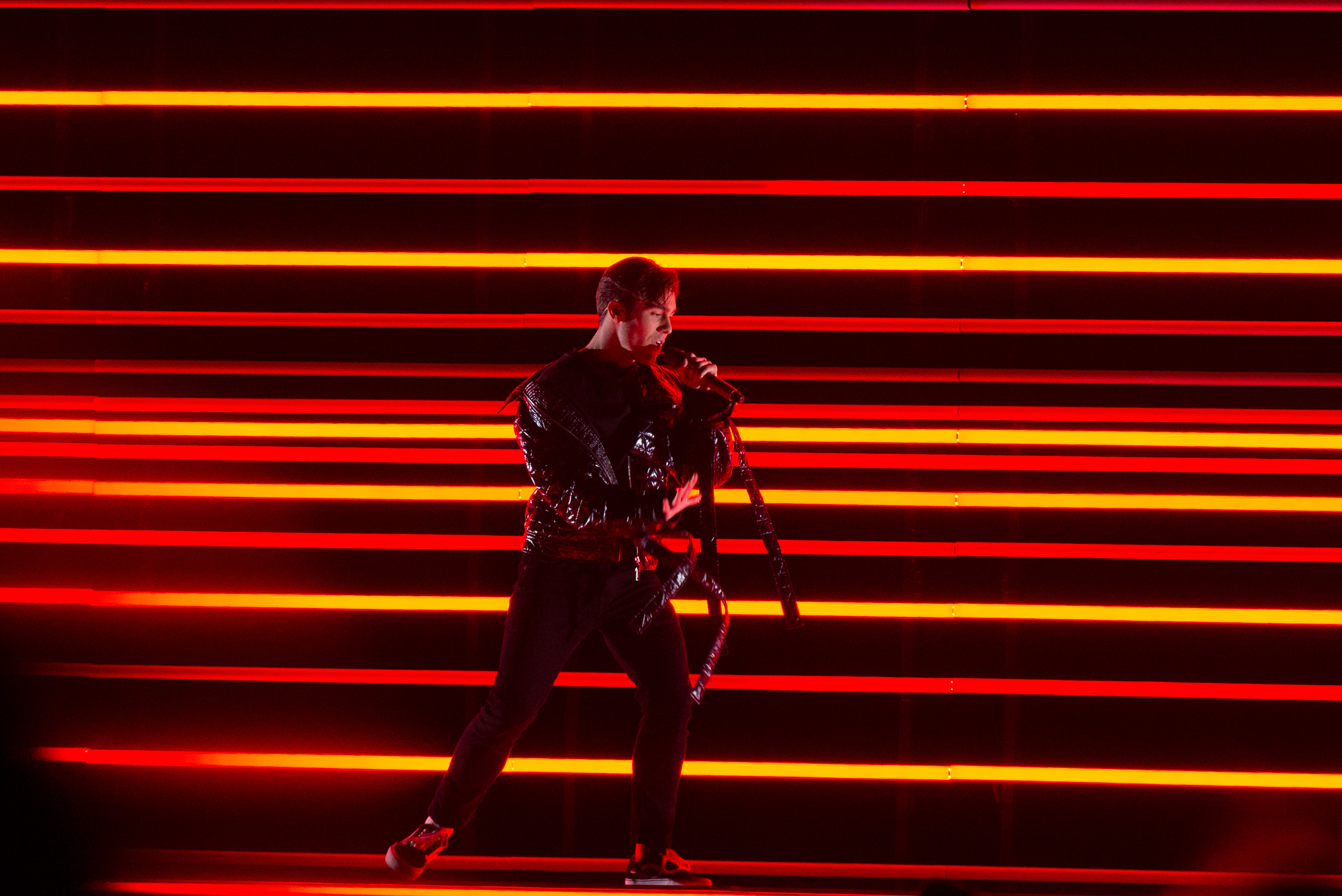
Auftritt beim Melodifestivalen 2018

2018 nahm Ingrosso erneut am schwedischen Vorentscheid zum Eurovision Song Contest teil. Mit seinem Song Dance You Off setzte er sich im ersten Halbfinale des Melodifestivalen 2018 am 3. Februar 2018 in Karlstad gegen seine Konkurrenz durch und qualifizierte sich direkt für das Finale am 10. März in der Friends Arena in Stockholm. Hier erreichte er sowohl die Mehrheit an Punkten der internationalen Jury, als auch der Zuschauer und vertrat somit Schweden beim Eurovision Song Contest 2018 in Lissabon. Im zweiten Halbfinale qualifizierte er sich für das Finale, wo er schließlich den siebten Platz belegte.
Ingrossos Tante ist Charlotte Perrelli, zweimalige Vertreterin Schwedens und Gewinnerin des Eurovision Song Contest 1999. Ingrossos Mutter ist Pernilla Wahlgren, mehrmalige Teilnehmerin am Melodifestivalen sowie Sängerin, Schauspielerin und Moderatorin. Er ist der Cousin des schwedischen DJs Sebastian Ingrosso. Seine Großeltern sind die Schauspieler Christina Schollin und Hans Wahlgren. Sein Onkel ist der Schauspieler Linus Wahlgren.

## Diskografie

### Alben
| Jahr | Titel                          | Höchstplatzierung, Gesamtwochen, AuszeichnungChartsChartplatzierungen (Jahr, Titel, Platzierungen, Wochen, Auszeichnungen, Anmerkungen) | Anmerkungen                                                                                       |
| Jahr | Titel                          | SE | Anmerkungen                                                                                       |
| ---- | ------------------------------ | --- | ------------------------------------------------------------------------------------------------- |
| 2018 | Identification                 | SE1 Platin · (42 Wo.)SE | Erstveröffentlichung: 28. September 2018                                                          |
| 2021 | En gång i tiden (Del 1)        | SE1 Gold · (96 Wo.)SE | Erstveröffentlichung: 15. Januar 2021                                                             |
| 2021 | En gång i tiden (Del 2)        | SE1 Platin · (165 Wo.)SE | Erstveröffentlichung: 16. April 2021                                                              |
| 2022 | Benjamin’s - Låtarna           | — | Erstveröffentlichung: 6. Mai 2022                                                                 |
| 2022 | Playlist                       | SE4 (6 Wo.)SE | Erstveröffentlichung: 17. Juni 2022                                                               |
| 2022 | Live at Konserthuset Stockholm | SE12 (2 Wo.)SE | Erstveröffentlichung: 30. Dezember 2022 Livealbum, mit The Royal Stockholm Philharmonic Orchestra |
| 2023 | Benjamin’s – 2023              | SE31 (1 Wo.)SE | Erstveröffentlichung: 8. Juni 2023 EP                                                             |
| 2024 | Pink Velvet Theatre            | SE1 (… Wo.)SE | Erstveröffentlichung: 25. Oktober 2024                                                            |

### Singles
| Jahr | Titel Album                                                        | Höchstplatzierung, Gesamtwochen, AuszeichnungChartsChartplatzierungen (Jahr, Titel, Album, Platzierungen, Wochen, Auszeichnungen, Anmerkungen) | Anmerkungen |
| Jahr | Titel Album                                                        | SE | Anmerkungen |
| --- | ------------------------------------------------------------------ | --- | --- |
| 2015 | Fall in Love –                                                     | SE56 Gold · (4 Wo.)SE | Erstveröffentlichung: 16. Oktober 2015 |
| 2017 | Good Lovin’ –                                                      | SE10 Platin · (8 Wo.)SE | Erstveröffentlichung: 3. März 2017 |
| 2017 | Do You Think About Me –                                            | SE87 Gold · (4 Wo.)SE | Erstveröffentlichung: 19. Mai 2017 |
| 2017 | One More Time –                                                    | SE79 (1 Wo.)SE | Erstveröffentlichung: 25. August 2017 |
| 2018 | Dance You Off Identification                                       | SE2 Platin · (16 Wo.)SE | Erstveröffentlichung: 24. Februar 2018 |
| 2018 | Tror du att han bryr sig Identification                            | SE7 ×3Dreifachplatin · (17 Wo.)SE | Erstveröffentlichung: 4. Mai 2018 mit Felix Sandman                                                                                             |
| 2018 | I Wouldn’t Know Identification                                     | SE30 Gold · (9 Wo.)SE | Erstveröffentlichung: 27. Juli 2018 |
| 2018 | Behave Identification                                              | SE8 Gold · (7 Wo.)SE | Erstveröffentlichung: 1. Oktober 2018 |
| 2019 | All Night Long (All Night) –                                       | SE5 ×3Dreifachplatin · (18 Wo.)SE | Erstveröffentlichung: 15. März 2019; NO: Gold                                                                                                   |
| 2019 | Happy Thoughts –                                                   | SE15 Platin · (5 Wo.)SE | Erstveröffentlichung: 10. Mai 2019 mit Felix Sandman                                                                                            |
| 2019 | Costa Rica –                                                       | SE17 Platin · (8 Wo.)SE | Erstveröffentlichung: 12. Juli 2019 |
| 2020 | The Dirt –                                                         | SE14 Platin · (8 Wo.)SE | Erstveröffentlichung: 17. Januar 2020 |
| 2020 | Shampoo –                                                          | SE25 Gold · (4 Wo.)SE | Erstveröffentlichung: 12. Juni 2020 |
| 2020 | Långsamt farväl En gång i tiden                                    | SE1 Platin · (18 Wo.)SE | Erstveröffentlichung: 23. Oktober 2020 |
| 2020 | Tänd alla ljus En gång i tiden                                     | SE6 Gold · (8 Wo.)SE | Erstveröffentlichung: 30. Oktober 2020 |
| 2020 | Only Your Heart Så mycket bättre 2020 - Tolkningarna               | SE45 (3 Wo.)SE | Erstveröffentlichung: 6. November 2020 |
| 2020 | Judy min vän En gång i tiden (Del 2)                               | SE8 Platin · (11 Wo.)SE | Erstveröffentlichung: 20. November 2020 |
| 2021 | Flickan på min gata En gång i tiden                                | SE9 Gold · (4 Wo.)SE | Erstveröffentlichung: 15. Januar 2021 |
| 2021 | VHS En gång i tiden                                                | SE14 Platin · (12 Wo.)SE | Erstveröffentlichung: 19. März 2021 mit Cherrie                                                                                                 |
| 2021 | Smile –                                                            | SE11 Platin · (21 Wo.)SE | Erstveröffentlichung: 21. Mai 2021 |
| 2021 | Not Anybody’s Fault –                                              | SE76 (1 Wo.)SE | Erstveröffentlichung: 8. Oktober 2021 |
| 2021 | Sarah En gång i tiden                                              | SE36 (3 Wo.)SE | Erstveröffentlichung: 22. Oktober 2021 |
| 2021 | Man on the Moon World of Walker                                    | SE12 (25 Wo.)SE | mit Alan Walker Erstveröffentlichung: 26. November 2021                                                                                         |
| 2021 | En dag när du blir stor –                                          | SE40 (5 Wo.)SE | Erstveröffentlichung: 26. November 2021 |
| 2022 | Come Give Me Love (Live at Benjamin’s) Benjamin’s - Låtarna        | SE60 (1 Wo.)SE | Erstveröffentlichung: 11. März 2022 mit First Aid Kit                                                                                           |
| 2022 | Till slutet av augusti (Live från Benjamin’s) Benjamin’s - Låtarna | SE62 (1 Wo.)SE | Erstveröffentlichung: 8. April 2022 mit Moonica Mac                                                                                             |
| 2022 | Queens Playlist                                                    | SE56 (1 Wo.)SE | Erstveröffentlichung: 15. April 2022 |
| 2022 | Dancing on a Sunny Day Playlist                                    | SE48 Gold · (4 Wo.)SE | Erstveröffentlichung: 10. Juni 2022 |
| 2022 | Bullet Playlist                                                    | SE21 (1 Wo.)SE | Erstveröffentlichung: 17. Juni 2022 |
| 2023 | To Love Somebody Benjamin’s – 2023                                 | SE83 (1 Wo.)SE | Erstveröffentlichung: 20. April 2023 mit Carola                                                                                                 |
| 2023 | Du får göra som du vill Benjamin’s – 2023                          | SE67 (3 Wo.)SE | Erstveröffentlichung: 11. Mai 2023 mit Alba August                                                                                              |
| 2023 | I Had It All and Let It Go Benjamin’s – 2023                       | SE94 (1 Wo.)SE | Erstveröffentlichung: 2. Juni 2023 |
| 2024 | Kite Pink Velvet Theatre                                           | SE1 Platin · (41 Wo.)SE | Erstveröffentlichung: 26. Januar 2024 |
| 2024 | Better Days Pink Velvet Theatre                                    | SE7 Gold · (… Wo.)SE | Erstveröffentlichung: 5. April 2024 |
| 2024 | Honey Boy Paradise                                                 | SE2 Platin · (35 Wo.)SE | Erstveröffentlichung: 3. Mai 2024 mit Purple Disco Machine feat. Nile Rodgers & Shensea; #3 der deutschen Single-Trend-Charts am 2. August 2024 |
| 2024 | Look Who’s Laughing Now Pink Velvet Theatre                        | SE1 Gold · (30 Wo.)SE | Erstveröffentlichung: 14. Juni 2024 |
| 2024 | All My Life Pink Velvet Theatre                                    | SE3 (… Wo.)SE | Erstveröffentlichung: 9. August 2024 |
| Folgende Lieder erschienen nicht als Single, wurden aber durch das Album zum Download und Streaming bereitgestellt und konnten somit eine Platzierung erlangen: |                                                                    | | |
| |                                                                    | | |
| 2018 | I’ll Be Fine Somehow Identification                                | SE22 Platin · (4 Wo.)SE | Charteinstieg: 5. Oktober 2018; NO: Platin |
| 2018 | So Good So Fine When You’re Messing with My Mind Identification    | SE29 (3 Wo.)SE | Charteinstieg: 5. Oktober 2018 |
| 2018 | Spotlights Identification                                          | SE53 (1 Wo.)SE | Charteinstieg: 5. Oktober 2018 |
| 2018 | Happiness Identification                                           | SE82 (1 Wo.)SE | Charteinstieg: 5. Oktober 2018 |
| 2018 | No Sleep Identification                                            | SE83 (1 Wo.)SE | Charteinstieg: 5. Oktober 2018 |
| 2018 | Love Songs Identification                                          | SE88 (1 Wo.)SE | Charteinstieg: 5. Oktober 2018 |
| 2018 | Good Intentions Identification                                     | SE89 (1 Wo.)SE | Charteinstieg: 5. Oktober 2018 |
| 2018 | If This Bed Could Talk Identification                              | SE93 (1 Wo.)SE | Charteinstieg: 5. Oktober 2018 |
| 2021 | Barnasinnet En gång i tiden                                        | SE34 Gold · (16 Wo.)SE | Charteinstieg: 22. Januar 2021 |
| 2021 | Känns som att livet börjar hända En gång i tiden                   | SE54 (1 Wo.)SE | Charteinstieg: 22. Januar 2021 |
| 2021 | Se men inte röra En gång i tiden                                   | SE56 (1 Wo.)SE | Charteinstieg: 22. Januar 2021 |
| 2021 | Vad skulle hända om vi försvann …? En gång i tiden                 | SE63 (1 Wo.)SE | Charteinstieg: 22. Januar 2021 |
| 2021 | Längst inne i mitt huvud En gång i tiden                           | SE73 (1 Wo.)SE | Charteinstieg: 22. Januar 2021 |
| 2021 | Allt det vackra En gång i tiden (Del 2)                            | SE6 Platin · (51 Wo.)SE | Charteinstieg: 23. April 2021 |
| 2021 | Det stora röda huset En gång i tiden (Del 2)                       | SE9 Gold · (28 Wo.)SE | Charteinstieg: 23. April 2021 feat. Moonica Mac                                                                                                 |
| 2021 | I min lägenhet En gång i tiden (Del 2)                             | SE25 (2 Wo.)SE | Charteinstieg: 23. April 2021 |
| 2021 | Stockholm En gång i tiden (Del 2)                                  | SE39 (1 Wo.)SE | Charteinstieg: 23. April 2021 |
| 2021 | En gång i tiden En gång i tiden (Del 2)                            | SE50 (1 Wo.)SE | Charteinstieg: 23. April 2021 |
| 2021 | Ouvertyr En gång i tiden (Del 2)                                   | SE58 (1 Wo.)SE | Charteinstieg: 23. April 2021 |
| 2021 | Avslutning En gång i tiden (Del 2)                                 | SE72 (1 Wo.)SE | Charteinstieg: 23. April 2021 |
| 2024 | Back to You Pink Velvet Theatre                                    | SE7 (5 Wo.)SE | |
| 2024 | Angela Pink Velvet Theatre                                         | SE13 (3 Wo.)SE | |
| 2024 | IKnow IKNow Pink Velvet Theatre                                    | SE67 (1 Wo.)SE | |
| 2024 | Worst in Me Pink Velvet Theatre                                    | SE68 (1 Wo.)SE | |
| 2024 | …And so it Begins Pink Velvet Theatre                              | SE88 (1 Wo.)SE | |
| 2024 | Pvt? Pink Velvet Theatre                                           | SE100 (1 Wo.)SE | |

Weitere Singles
- 2006: Hej Sofia
- 2007: Jag är en astronaut
- 2015: Crystal Clear
- 2015: Home for Christmas
- 2016: Love You Again

### Gastbeiträge
| Jahr | Titel Album                    | Höchstplatzierung, Gesamtwochen, AuszeichnungChartsChartplatzierungen (Jahr, Titel, Album, Platzierungen, Wochen, Auszeichnungen, Anmerkungen) | Anmerkungen                                                              |
| Jahr | Titel Album                    | SE | Anmerkungen                                                              |
| ---- | ------------------------------ | --- | ------------------------------------------------------------------------ |
| 2018 | Paradise Ofenbach              | SE99 (1 Wo.)SE | Erstveröffentlichung: 7. September 2018 Ofenbach feat. Benjamin Ingrosso |
| 2022 | Komma över dig Hälsa Stockholm | SE23 (3 Wo.)SE | Petter feat. Benjamin Ingrosso                                           |
| 2022 | Som ett minne blott –          | SE13 (7 Wo.)SE | Norlie & KKV feat. Benjamin Ingrosso                                     |